# Church of Scotland Act 1921
Church of Scotland Act 1921 (den skotske kirkelov af 1921) er en lov som Det britiske parlament vedtog i 1921. Loven garanterer, at Den Skotske Kirke er uafhængig af staten i åndelige spørgsmål.

## Katolsk indflydelse
Efter gennemførelsen af den skotske reformation i 1560 forsøgte flere prokatolske konger af Huset Stuart at genindføre katolske og indføre anglikanske skikke, fx havde Den Skotske Kirke biskopper frem til 1689. 

## Skotske frikirker
Efter Stuarterne havde mistet tronen blev presset mod presbyterianerne mindre, men skiftende britiske regeringer fremmede alligevel anglikanske skikke.
Dette gav uro i Den Skotske Kirke. Flere gange (1712, 1733, 1761 og 1843) brød større grupper ud for at danne uafhængige kirker. Den største bølge af udmeldelser kom i 1843, da Den Skotske Frikirke (The Free Church of Scotland) blev dannet. Størstedelen af frikirken blev en del af Skotlands Forenede Frikirke (United Free Church of Scotland) i 1900.

## Skotske kirker genforenet i 1929 og 1956
I begyndelsen af 1900-tallet var der komplicerede forhandlinger om at genforene de skotske kirker. Forhandlingerne strandede på, at Den skotske kirke var en statskirke.
Den skotske kirkelov af 1921 garanter, at Den Skotske Kirke er uafhængig af staten i åndelige spørgsmål. Herefter er kirken anerkendt som en folkekirke, men den er ikke længere en statskirke.
Den Skotske Kirkes friere status banede vej for nye forhandlinger med frikirkerne.
I 1929 blev størstedelen af Skotlands Forenede Frikirke genforenet med Den Skotske Kirke. I 1956 blev den kirke, der havde brudt ud i 1733, også genforenet med Den Skotske Kirke.  